# Musella
Musella, biljni rod iz porodice bananovki. Po nekim atorima je monotipičan s vrstom M. lasiocarpa iz južne središnje Kine (Guizhou i Yunnan) i Mjanmara (Mandalay), dok je Musella splendida R.V.Valmayor & L.D.Danh, iz  Vijetnama zasebna vrsta.
Budistički monasi smatraju je svetom biljkom.

## Opis
Musella lasiocarpa je ukrasna banana koja se obično naziva “kineska patuljasta banana” ili “zlatna lotos banana”. Blisko je povezana s bananama, jer je nekada bila uključena kao vrsta u rodove Musa i Ensete. Porijeklom je iz planinskih područja do 7500 stopa (2200 m) nadmorske visine u provinciji Yunnan u Kini. Obično naraste 1,5 do 2 m visoko, ima stožasto pseudostablo poput debla, uspravno sivo-zeleno lišće poput lopatice i prepoznatljive cvjetove poput lotosa (2-3 po biljci) koji rastu uspravno s vrha pseudostabla. Vrtlari ne uzgajaju ovu biljku zbog njezinog ploda (koji je mali i nejestiv), već prvenstveno zbog njezinog cvijeća i u manjoj mjeri zbog njezinog lišća, a oboje daje egzotičnu i tropsku auru krajoliku. Kožasti, širokolancetasti listovi nalik banani obično narastu do 80 cm duljine. Cvjetovi cvjetaju tijekom cijelog ljeta. Svaki uspravni cvat (duga završna metlica) sastoji se od grozda žutih cjevastih cvjetova pokrivenih širokim, krutim, voštanim, žutim braktejama. Cvjetovi nalikuju lotosu neposredno prije cvatnje, otuda i uobičajeni naziv zlatne lotos banane. Cvjetovi Obično se prvi put pojavljuju u drugoj godini rasta, a nakon toga cvjetovi traju nekoliko mjeseci (do 6 mjeseci).  koji se često ne pojavljuje na biljkama koje se uzgajaju u sjevernim dijelovima područja uzgoja.
- M. lasiocarpa
- M. lasiocarpa
- M. lasiocarpa

## Sinonimi
- Ensete lasiocarpum (Franch.) Cheesman; Kew Bull. 2: 102 (1947 publ. 1948)
- Musa lasiocarpa Franch.; J. Bot. (Morot) 3: 329 (1889)
- Musella lasiocarpa var. rubribracteata Zheng H.Li & H.Ma; Novon 21: 351 (2011)
- Musella splendida R.V.Valmayor & D.D.Lê; Philipp. Agric. Sci. 87: 118 (2004)